# Peter Göring

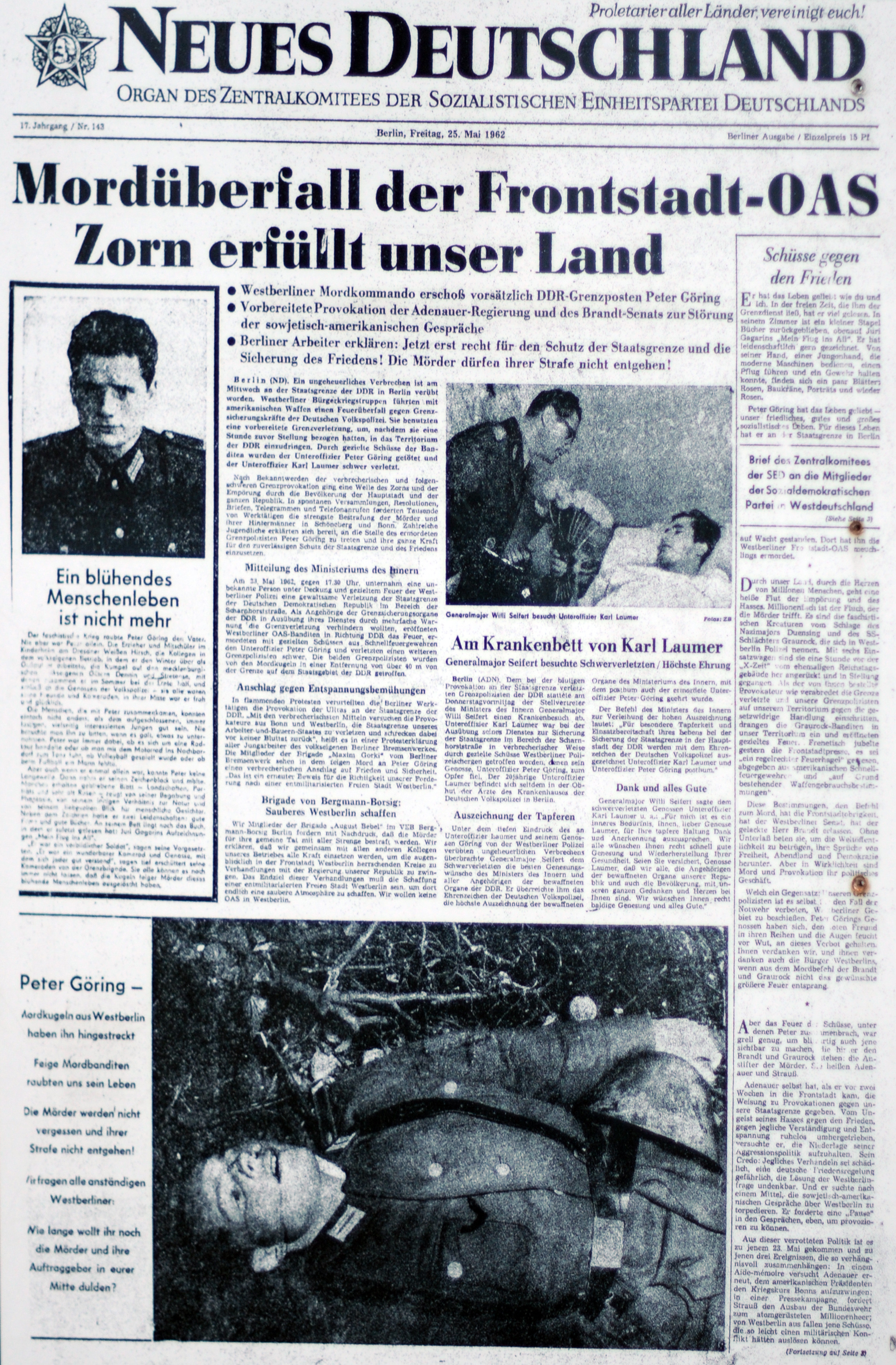
Propagandowy artykuł na stronie tytułowej w Neues Deutschland

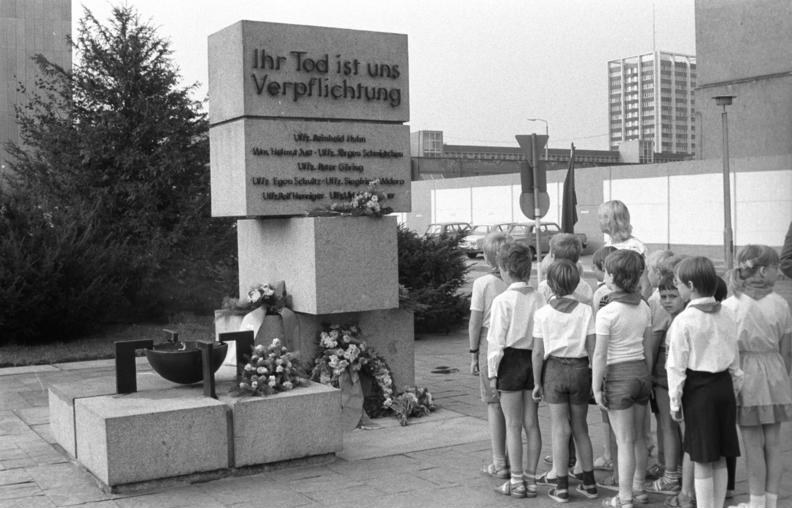
Pomnik (1973–1994) poświęcony poległym żołnierzom ochrony granic Berlina Wschodniego. Zdjęcie z 1986

Peter Göring (ur. 28 grudnia 1940 w Dreźnie, zm. 23 maja 1962 w Berlinie) – żołnierz wojsk granicznych NRD, raniony śmiertelnie w wyniku strzelaniny z policjantami Berlina Zachodniego podczas udaremnienia próby ucieczki nieletniego z Berlina Wschodniego. W związku z okolicznościami śmierci Göring zaliczany jest przez historyków niemieckich do ofiar śmiertelnych Muru Berlińskiego.

## Okoliczności śmierci
Jako wykwalifikowany czyściciel odlewów 19-letni Göring wstąpił w 1960 r. do podlegających jeszcze wówczas Volkspolizei oddziałów ochrony pogranicza. 23 maja 1962 r. wraz z innym dowodzącym posterunkiem żołnierzem pełnił służbę w pobliżu Cmentarza Inwalidów przy Spandauer Schifffahrtskanal, którego leżący naprzeciw brzeg stanowił granicę Berlina Zachodniego. Około godziny 17:35 zauważony został przez nich 14-letni uczeń Wilfried Tews, który po pokonaniu graniczącego z Cmentarzem Inwalidów muru wskoczył do szerokiego na około 22 metry kanału, płynąc w kierunku Berlina Zachodniego i znajdując się tym samym w zasięgu obserwacji dwóch wieżyczek strażniczych, spośród których jedna mieściła się na oddalonym o 300 metrów moście Sandkrugbrücke. Po oddaniu strzałów ostrzegawczych żołnierze otworzyli ogień do przepływającego kanał chłopca.
W celu upewnienia się, czy dryfujący bez ruchu uciekinier nie symuluje, żołnierze oddali kilka kolejnych strzałów. Zamknięte akta wojskowo-sądownicze b. NRD dowiodły, iż pomimo wyraźnego rozkazu swojego przełożonego Göring opuścił zajmowaną przez siebie wieżyczkę w celu zajęcia dogodnej pozycji do strzału, znajdując się tym samym najbliżej uciekającego, przez co nie tylko naruszył przepisy o użyciu broni poprzez strzelanie do dziecka, lecz przy okazji strzelał w stronę Berlina Zachodniego. Spośród łącznej liczby 121 strzałów oddanych przez żołnierzy NRD ze znajdującego się w rękach Göringa karabinka typu AK-47 oddanych zostało 44.
Kilka spośród strzałów drugiej serii trafiło również w nabrzeże Berlina Zachodniego, zagrażając przez to patrolowi policyjnemu, który przyszedł z pomocą uciekającemu chcąc wyciągnąć go z wody – ten skierował się bowiem ku oddalonej o 100 metrów jedynej kei ze schodkami. Policjanci również odpowiedzieli ogniem, wskutek czego trzykrotnie trafiony został znajdujący się naprzeciw nich Göring: jedna z kul uszkodziła prawy palec wskazujący, inna lewy bark, kolejna okolicę lewej nerki. Analiza dochodzeniowa w Berlinie Wschodnim wykazała jednak, iż tenże zmarł nie wskutek bezpośredniego postrzału, lecz w związku z trafieniem rykoszetem przez pocisk, który odbił się od muru. Ranny Göring zginął na miejscu, inny z żołnierzy otrzymał postrzał w udo. Wyłowiony przez policjantów Wilfried Tews przeżył, trafiony został jednak przez żołnierzy NRD ośmioma kulami, powodującymi jego trwałe kalectwo.

## Propaganda NRD
Göring był pierwszym żołnierzem wojsk granicznych NRD, który zginął podczas służby na murze od strzałów zachodnioberlińskiej policji. Propaganda NRD przedstawiła jego śmierć jako morderstwo, tworząc legendę jakoby współsprawcą miała być francuska organizacja terrorystyczna Organizacja Tajnej Armii. Göring został awansowany pośmiertnie do stopnia kaprala oraz wyniesiony do rangi bohatera. Ku jego czci umieszczono tablicę pamiątkową z brązu, którą zdemontowano w 1993 r. W całym kraju imieniem jego nazwano szkoły, ulice, sekcję kolarską klubu sportowego we Frankfurcie nad Odrą oraz jedną z organizacji pionierskich. Jego miejsce pochówku na cmentarzu w saksońskim mieście Glashütte stało się miejscem uroczystości państwowych.

## Sprawa Petera Göringa po zjednoczeniu
12 lat po zjednoczeniu Niemiec, od 28 maja do 14 czerwca 2002 r., odbył się przed berlińskim sądem proces trzech strzelających do Wilfrieda Tewsa żołnierzy, których oskarżono o próbę usiłowania zabójstwa. Sąd uniewinnił jednak oskarżonych, gdyż nie udowodniono im zarówno zamiaru umyślnego morderstwa, jak i faktu bezpośredniego strzelania do uciekającego. Przyjęto również, iż sprawcą raniących Tewsa strzałów mógł być właśnie sam Göring.
Położone nieopodal Berlina miasto Strausberg, w którym znajdowało się Ministerstwo Obrony NRD, uhonorowało Petera Göringa nazwaniem na jego cześć jednej z ulic. Próba przemianowania tejże nie powiodła się jednak w związku z większością głosów podczas posiedzenia członków rady miejskiej.